# Scott Blumstein
Scott Blumstein (27 maart 1992) is een Amerikaans professioneel pokerspeler. Hij won het Main Event (het $10.000 World Championship No Limit Hold'em-toernooi) van de World Series of Poker 2017 en daarmee de officieuze wereldtitel pokeren. Blumstein wist het toernooi te winnen door tijdens de heads-up Dan Ott te verslaan. 
In zijn carrière heeft Blumstein meer dan $8.462.000,- bij elkaar gewonnen in toernooien.

## WSOP bracelets
| Jaar | Event                                        | Prijs      |
| ---- | -------------------------------------------- | ---------- |
| 2017 | $10.000 No Limit Hold 'em World Championship | $8.150.000 |